# ワンス・アポン・ア・タイム・イン・ハリウッド
『ワンス・アポン・ア・タイム・イン・ハリウッド』（原題：Once Upon a Time in... Hollywood）は、2019年のアメリカ合衆国、イギリスのスリラー映画。
1969年にハリウッド女優シャロン・テートがチャールズ・マンソン率いるカルト集団「マンソン・ファミリー」に殺害された事件を背景に、ハリウッド映画界を描いた作品。クエンティン・タランティーノの監督第9作目であり、レオナルド・ディカプリオ、ブラッド・ピットの初共演作品。

## あらすじ
かつて西部劇を中心にテレビスターとして名を馳せていた俳優リック・ダルトンは、カウンターカルチャーの影響で変容しつつあるハリウッドの中で時代の流れに取り残され、今やドラマの悪役や単発企画へのゲスト出演に甘んじていた。リックの親友で専属スタントマンのクリフ・ブースもリックと同様に時代の流れの煽りを食い、また過去に自身が起こした出演者とのトラブルもあってリックの世話係を務める毎日を送っていた。そんな中、シエロ・ドライブ（シエロ通り）にあるリック邸の隣にまさに時代の寵児となりつつあった映画監督ロマン・ポランスキーとその妻で売り出し中の若手女優シャロン・テートが引っ越してきていた。
1969年2月8日、リックは西部劇愛好家で映画プロデューサーのマーヴィン・シュワーズからイタリアの西部劇映画への出演を勧められる。ハリウッドスターとしてのプライドから誘いを固辞するリックは、ハリウッド俳優としての限界を改めて突きつけられたとクリフに泣きつき、自身とは正反対に多くの友人に囲まれながら華やかで幸福な前途洋々の生活を送るポランスキー、シャロン夫妻を苦々しく見つめるのであった。
1969年2月9日、リックはクリフの運転で撮影現場へ向かう。リックから撮影中に家のアンテナを修理しておくように依頼されたクリフは屋根の上から、ポランスキー邸に向かう一台の車を目撃する。やがて車から降りた男（チャーリー）に対して、ポランスキー邸に出入りしているシャロンの元恋人で友人のジェイ・シブリングが声をかけると、男は「“テリー”を探している」と言う。ジェイが「ここは1か月前からポランスキーの家だ」と返すと男は去っていった。
若手俳優ジェームズ・ステイシー主演のテレビ西部劇『対決ランサー牧場』に悪役として起用されていたリックだったが、監督から髪型のチェンジや、付け髭などを要求され、「テレビ映画の演技ではなく、映画の演技を見せろ」と言われて困惑する。さらに、前夜の深酒の影響から何度も台詞を飛ばしてしまう。トレーラーハウスで気合いを入れ直したリックは、悪役としての見せ場であるシーンの撮影でスターならではの怪演を見せつけるのだった。
その頃、シャロンは休日を1人で過ごしていた。ショッピングの帰り道、自身が出演した映画『サイレンサー/破壊部隊』が上映されている映画館の前を通りがかり、自分の名がクレジットされたポスターを眺めて気を良くしたシャロンは、受付係に「この映画の出演者なの」と声をかける。怪訝な顔をされながらも何とか入場を許され、自身の演技に対する客のリアクションを見て満足気な表情を浮かべるシャロンだった。
一方、リック邸のアンテナ修理を終えた後、気ままにドライブしながらリックの迎えまでの時間を潰していたクリフは、ヒッチハイクをするヒッピーの少女プッシーキャットをピックアップする。プッシーは行き先を「スパーン映画牧場」と告げるも、クリフにとって馴染みの撮影所であった牧場について彼女が「仲間と暮らしている」と語ったことに違和感を感じた彼は、牧場主のジョージ・スパーンに挨拶するためという口実で牧場を訪れる。牧場に着くと、車から降り立ったクリフをヒッピーたちが取り囲む。ヒッピーを説得しジョージとの再会を果たしたクリフであったが、ジョージは両目を失明した上記憶も混濁している状態で軟禁されていた。牧場は「チャーリー」という人物を崇拝するヒッピー集団のコミュニティとなっていた。
半年後の1969年8月8日、リックは妻のフランチェスカ・カプッチとクリフと共にロサンゼルスへ向かう飛行機に搭乗していた。『対決ランサー牧場』への出演後、リックはイタリア映画への出演を承諾し、クリフと共におよそ半年間のイタリア生活を過ごしていたのだった。半年の間に出演した4作品はいずれもイタリア国内でヒットし、2人はある程度の成功を収めていた。ロサンゼルスに着いた2人は街のレストランで食事を共にし、深夜（明けて8月9日）、泥酔してタクシーにてリック邸に帰宅した。
ポランスキーとの子を身ごもっていたシャロンは、大きく膨らんだお腹を抱えながらジェイら友人と共に街のレストランで食事を摂り、その後夫の留守を理由に彼らを自宅に招いた。
クリフがLSDを染み込ませたタバコを吸い、愛犬のブランディの散歩に出た後、リックが追加のマルガリータを作ろうとキッチンに立った頃、4人の男女（スパーン映画牧場で暮らしているヒッピー達）を乗せた一台の車がシエロ・ドライブに現れた。リック邸の前に停車した車のエンジン音に苛立ったリックは4人を恫喝し、その勢いに気圧された4人は足早にその場を後にした。「チャーリー」からの命令により旧テリー・メルチャー邸に住む人物（即ちシャロンら）の殺害を企てていた4人であったが、自分たちを恫喝した人物がリック・ダルトンであることに気づくと、「リック・ダルトンのような殺人を演じた西部劇スターこそが自分たちに殺人を教え込んだ張本人である」「殺しを教えた奴らを殺そう」と標的をリックに変更する。
ヒッピー達がリック邸に押し入ると、ちょうど散歩から帰宅したクリフとブランディが彼らを迎えた。ファミリーのリーダー格の男テックスはクリフに銃を向け、奥の部屋で寝入っていたフランチェスカもナイフを突きつけられる。しかし、クリフがブランディに対して合図を出すと、ブランディはテックスの腕に噛みつき、クリフも怯んだファミリーを容赦なく袋叩きにする。1人プールで酒と音楽に浸っていたリックだったが、クリフとブランディから攻撃を受け半狂乱になった女がプールに飛び込んでくる。手にした銃を四方八方に乱射する女に対し、リックは過去の出演作で使用した小道具の火炎放射器を取り出し女を焼いて制圧した。
やがて警察と救急隊が駆けつけ、ファミリーの遺体と負傷したクリフを搬送、リックとフランチェスカは事情聴取を受ける。クリフを見送りその場に佇むリック。騒ぎを聞きつけやってきたジェイがリックに声をかける。シャロンもリックの身を案じ、他の友人と共に自宅へ招き入れるのであった。

## 登場人物・キャスト

### 主な登場人物
リック・ダルトン
演 - レオナルド・ディカプリオ、日本語吹替 - 加瀬康之
本作の主人公。1933年生まれ。かつてテレビの西部劇ドラマ『賞金稼ぎの掟』で人気を博した俳優。映画スターへの道が切り開けず、キャリアの停滞に焦る毎日を過ごしている。マーヴィンからイタリア映画への出演を提案されるも、質の低いイタリア西部劇への出演は「都落ち」であるとして提案をはねつける一方で、ハリウッドでは既に「過去のヒーロー」と見なされており、将来有望な若手俳優のかませ犬的配役に起用されることがほとんどとなっている。かつては『大脱走』でスティーブ・マックイーンが主役を降りる騒ぎがあった際、3人のジョージ（ジョージ・チャキリス、ジョージ・ペパード、ジョージ・マハリス）と共に代役候補となったこともある。
ハリウッド俳優としての将来の不安から、やや情緒不安定な様子が描かれる。街中に溢れるヒッピー文化への嫌悪感を隠さない。
2023年5月、監督であるタランティーノが自身のポッドキャスト番組『The Video Archives Podcast』の公式Twitterで、「妻のフランチェスカに看取られ、ハワイの自宅で静かに息を引き取った。享年90歳」であることを発表した。
クリフ・ブース
演 - ブラッド・ピット、日本語吹替 - 堀内賢雄
本作の副主人公。リックの親友で彼の専属スタントマン兼世話係。戦争の帰還兵で、ハリウッドからやや離れた郊外・ヴァンナイズのトレーラーハウスでピットブルのブランディと暮らしている。
リックの仕事減少に伴ってスタントマンとしての仕事が減っている上、過去に他の出演者と暴力沙汰の騒ぎを起こしたことや妻殺しの噂があることから、現場から避けられている節がある。
情緒不安定さが目立つリックとは対照的に常に飄々としており、あらゆる面からリックのフォローを務める。その一方で暴力を厭わないやや粗野な一面も度々垣間見せる。
シャロン・テート
演 - マーゴット・ロビー、日本語吹替 - 種市桃子
本作のヒロイン。ハリウッドで売り出し中の若手女優。
純粋で無邪気な性格の26歳。夜な夜なナイトパーティに繰り出したり、自宅でも音楽を大音量でかけて躍るなど若者らしい振る舞いが目立つ。
自身が出演する映画を上映する映画館に出演者として訪れ無料で鑑賞した際には、自らの演技に対する観客たちの好意的なリアクションを前にして素直に喜ぶ様子を見せた。なお、この時上映されていた『サイレンサー/破壊部隊』の映像は実際のものが使用されている。
ポランスキーとともにシエロ・ドライブ（シエロ通り）に引越ししてきたが、隣人であるリックとは直接の面識はなかった模様。

### ハリウッド関係者
ロマン・ポランスキー
演 - ラファル・ザビエルチャ、日本語吹替 - 森宮隆
新進気鋭の映画監督でシャロンの夫。シャロンとともにシエロ・ドライブに引越してきたが、シャロンと同様隣人であるリックとは直接の面識はない。
撮影のために家を留守にしていることが多く、「マンソン・ファミリー」の襲撃の際も制作のためロンドンに滞在していた。
マーヴィン・シュワーズ
演 - アル・パチーノ、日本語吹替 - 山路和弘
西部劇をこよなく愛する映画プロデューサー。お気に入りの俳優の1人であるリックのキャリアを案じており、イタリア映画出演を提案・仲介する。
サム・ワナメイカー
演 - ニコラス・ハモンド、日本語吹替 - 佐々木睦
『対決ランサー牧場』の監督。ヒッピー的な役作りを拒むリックに対して、「過去の役を感じさせたくない」「主役の若手俳優を輝かせたい」と主張した。
その一方で、本番でリックが見せた怪演を手放しで絶賛した。
ランディ・ミラー
演 - カート・ラッセル、日本語吹替 - 安原義人
スタントマンのコーディネーター。クリフの妻殺しの噂を信じている他、前述のブルースとのいざこざからクリフの起用を避けている。
演じるラッセルは本作のナレーターも務めている。
ジャネット・ミラー
演 - ゾーイ・ベル、日本語吹替 - 近内仁子
ランディの妻。ランディ以上にクリフを毛嫌いしている。ゾーイ・ベルはジャネット役以外にも映画内のスタントもいくつか担当している。
ジェームズ・ステイシー
演 - ティモシー・オリファント、日本語吹替 - 長谷川敦央
『対決ランサー牧場』で主役のジョニー・マドリッド役を演じる若手俳優。
リックとの会話で、悪気は無いながらもリックの傷を抉るような質問をしてしまう。
トルーディ・フレイザー
演 - ジュリア・バターズ、日本語吹替 - 佐藤美由希
『対決ランサー牧場』でリックと共演した子役俳優。8歳ながら俳優として高い意識とこだわりを持っており、リックに対しても大人びた態度を見せる。
小説の主人公と自らの境遇を重ね合わせて思わず涙ぐむリックを励ました他、一転悪役として真骨頂を見せたリックに「今までの人生で最高の演技」と絶賛した。
ウェイン・モウンダー
演 - ルーク・ペリー、日本語吹替 - 長谷川敦央
『対決ランサー牧場』でスコット・ランサー役を演じ、リックと共演する俳優。
ブルース・リー
演 - マイク・モー、日本語吹替 - 森宮隆
若手カンフー俳優。『サイレンサー/破壊部隊』ではシャロンのアクション指導も行なった。
クリフが起こした騒動の相手。ある日の撮影前、アクション俳優としての心得を説いた際にそれをせせら笑ったクリフに喧嘩を仕掛け、投げ飛ばされた際にジャネットの車を傷つけた。人気テレビドラマシリーズ『グリーン・ホーネット』の「カトー」役で出演していたため、クリフから「カトー」と呼ばれている。
スティーブ・マックイーン
演 - ダミアン・ルイス 、日本語吹替 -長谷川敦央
シャロンの友人で、『大脱走』などに出演するハリウッド・スター。
本作では、リックと正反対にテレビスターから映画スターへの転向に成功した者として描かれる。
プレイボーイ・マンションのパーティーに参加していた際にはポランスキーが後に「やらかす」ことを示唆するような発言をしていた。
ジェイ・シブリング
演 - エミール・ハーシュ、日本語吹替 - 角田雄二郎
シャロンの元婚約者で友人のヘアスタイリスト。スティーブ・マックイーンのヘアメイクを担当する。
家を留守にするポランスキーに代わりシャロンの世話役を担っており、日常的にポランスキー邸に出入りしている。
マックイーンによればシャロンに未練があるとのことで、常に夫妻と一緒にいるのは彼女とポランスキーとの不和を見逃さないようにするためらしい。
リックの出演作にも精通している様子である。
コニー・スティーヴンス
演 - ドリーマ・ウォーカー
シャロンの友人で女優。プレイボーイ・マンションのパーティーにスティーブやジェイと共に参加していた。
ミシェル・フィリップス
演 - レベッカ・リットンハウス
シャロンの友人で歌手、女優。ママス&パパスのメンバー。プレイボーイ・マンションのパーティーに参加していた。
キャス・エリオット
演 - レイチェル・レッドリーフ
シャロンの友人で歌手。ママス&パパスのメンバー。プレイボーイ・マンションのパーティーに参加していた。
ジョアンナ・ペティット
演 - ルーマー・ウィリス
シャロンの友人で女優。事件当日の昼頃にシャロン宅を訪れていた。

### ヒッピー集団
カルト集団「マンソン・ファミリー」をモデルにしている。
チャーリー
演 - デイモン・ヘリマン、日本語吹替 - ボルケーノ太田
チャールズ・マンソン（カリフォルニア州にて、カルト集団「マンソン・ファミリー」を率いて集団生活をしていたカルト指導者）をモデルとしたキャラクター。“テリー”を探して、ポランスキー邸を訪れた。
プッシーキャット
演 - マーガレット・クアリー、日本語吹替 - おまたかな
実際のファミリーには存在しない架空のキャラクター。クリフを気に入り、彼をスパーン映画牧場に招く。
テックス
演 - オースティン・バトラー、日本語吹替 - 金城大和
チャールズ・ワトソンをモデルとしたキャラクター。ポランスキー邸襲撃グループの1人。ファミリー内ではマンソンに次ぐ地位。乗馬が得意で、スパーン牧場では乗馬体験ツアーを提供している。
スクィーキー
演 - ダコタ・ファニング、日本語吹替 - 藤田曜子
リネット・フロムをモデルとしたキャラクター。ジョージ・スパーンの世話係。
ジプシー
演 - レナ・ダナム
キャサリン・シェアーをモデルとしたキャラクター。やや年配の女性。プッシーキャットを牧場まで送ってくれたクリフを歓迎する。
ケイティ
演 - マディセン・ベイティ、日本語吹替 - 高橋紗耶香
パトリシア・クレンウィンケルをモデルとしたキャラクター。ポランスキー邸襲撃グループの1人。赤毛でウェーブのかかった髪が特徴。
セイディ
演 - マイキー・マディソン
スーザン・アトキンス（シャロン・テート殺害事件の主犯とされている）をモデルとしたキャラクター。ポランスキー邸襲撃グループの1人。黒髪に青白い顔が特徴。
クレム
演 - ジェームズ・ランドリー・ヘーベルト、日本語吹替 - 吉田勝哉
リックの車のタイヤをパンクさせたことでクリフに殴られる。
フラワー・チャイルド
演 - マヤ・ホーク
リンダ・カサビアンをモデルとしたキャラクター。フラワー・チャイルドは通称だが、実際にこのように呼ばれていたわけではなく、本作劇中のみのオリジナル名。
リンダ・カサビアンは、シャロン・テート殺害事件では逃走用の車を運転する担当で、邸宅内には侵入しなかった。本作ではポランスキー邸襲撃グループの1人だったが、襲撃直前に車で逃げ出し、凶行には加担しなかった。
ルル
演 - ビクトリア・ペドレッティ
スネーク
演 - シドニー・スウィーニー
フロッギー
演 - ハーレイ・クイン・スミス
サンダンス
演 - キャシディ・ヴィック・ハイス 、日本語吹替 - 種市桃子
キャラクター名は、演じるハイスが自分で名付けたもの。
エンジェル
演 - ダニエル・ハリス
ジョージ・スパーン
演 - ブルース・ダーン、日本語吹替 - 佐々木睦
スパーン映画牧場の牧場主。盲目で、意識も混濁していたことから、ファミリーに利用されていた。

### その他
フランチェスカ・カプッチ
演 - ロレンツァ・イッツォ、日本語吹替 - 下田屋有依
リックがイタリア滞在中に結婚した若手イタリア人女優。
ビリー・ブース
演 - レベッカ・ゲイハート、日本語吹替 - 清水はる香
クリフの亡き妻。彼女の死について様々な噂が立っている。夫婦仲は険悪であった模様。
ヴォイテク・フライコウスキー
演 - コスタ・ローニン 、日本語吹替 - 丹羽正人
シャロンの友人。ポランスキーの旧友で脚本家志望。襲撃事件の夜、シャロン宅に招かれていた。
アビゲイル・フォルジャー
演 - サマンサ・ロビンソン 、日本語吹替 - 藤田曜子
シャロンの友人。ヴォイテクのガールフレンドで、コーヒーブランド・フォルジャーズの女相続人。襲撃事件の夜、シャロン宅に招かれていた。
メアリー・アリス・シュワーズ
演- ブレンダ・ヴァッカロ
マーヴィンの妻。
アレン・キンケイド
演 - スペンサー・ギャレット 、日本語吹替 - 長谷川敦央
リックとクリフにインタビューするTVキャスター。
ダフナ・ベン＝コボ
演 - ダニエラ・ピック
イタリア人女優。演じているダニエラ・ピックはタランティーノ監督の妻である。
ラリー・エドマンズ
演 - クルー・ギャラガー、日本語吹替 - 佐々木睦
シャロンが訪れた書店の主。
ブルーイン・シアターの受付嬢
演 - ケイト・バーラント
ブルーイン・シアターで受付を務める女性。
シャロンのことを「『哀愁の花びら』に出てた子」としか認知しておらず、シャロンが『サイレンサー/破壊部隊』を見に来た時も「出演者だ」という言葉をすぐに受けいれなかった。
ヒッピーの売人
演 - パーラ・ヘイニー＝ジャーディン
クリフにLSD漬けのタバコを売る。
ビル・フリッチュ
演 - トム・ハーティグ
スパーン映画牧場に屯するヘルズ・エンジェルスのバイカー。
実在するエンジェルス・メンバーであり、後にオルタモント・フリーコンサートの警備を担当したメンバーの1人。
ドニー
演 - オマー・ドゥーム
スパーン映画牧場に屯するヘルズ・エンジェルスのバイカー。
デヴィッド
演 - デヴィッド・スティーン
スパーン映画牧場に屯するストレート・サタンのバイカー。
ナレーション
声 - カート・ラッセル、日本語吹替 - 安原義人

#### 西部劇の登場人物
ボブ・ギルバート
演 - スクート・マクネイリー
『対決ランサー牧場』に登場する人物。「請負人」の二つ名を持つ。
エルネスト
演 - クリフトン・コリンズ・Jr
『対決ランサー牧場』に登場する人物。
バーテンダー
演 - マルコ・ロドリゲス
『対決ランサー牧場』に登場する人物。
ならず者
演 - モーリス・コンプト、リュー・テンプル、ヴィンセント・ラレスカ
『対決ランサー牧場』に登場する人物。
保安官
演 - マーティン・コーヴ
『賞金稼ぎの掟』に登場する人物。
ハケット保安官
演 - マイケル・マドセン 、日本語吹替 - 長谷川敦央
『賞金稼ぎの掟』に登場する人物。
アグリー・オウル・フート
演 - ジェームズ・レマー
『賞金稼ぎの掟』に登場する人物。
賞金稼ぎの掟のナレーション
声 - コーリー・バートン
『賞金稼ぎの掟』のナレーション。

#### カメオ出演・シーンカット
ハンブル・ハーヴ・ミラー
声 - レイジ・スチュワート（クレジットなし）
ラジオ局KHJのDJ。
レッド・アップルのCM監督
声 - クエンティン・タランティーノ（クレジットなし）
リックが出演したレッド・アップルのCMの監督。声のみの出演。
オールド・チャタヌーガ・ビールのCMのナレーション
声 - ウォルトン・ゴギンズ
出演シーンカット。未公開シーンに登場。声のみの出演。
バート・レイノルズ
演 - ジェームズ・マースデン
出演シーンカット。未公開シーンに登場。レッド・アップルのCMに出演している。
アモス・ラッセル
演 - ティム・ロス
出演シーンカット。ジェイ・セブリングの執事。

## 音楽
使用された主な楽曲は以下のとおり。
- 「トリート・ハー・ライト」（ロイ・ヘッド&ザ・トレイツ）
- 「グリーン・ドア」（レオナルド・ディカプリオ）
- 「ミセス・ロビンソン」（サイモン&ガーファンクル）
- 「あの娘のレター」（ジョー・コッカー）
- 「サマータイム」（ビリー・スチュワート）
- 「ランブリン・ギャンブリン・マン」（ザ・ボブ・シーガー・システム）
- 「マッカーサー・パーク」（ロバート・グーレ）
- 「ザ・ハウス・ザット・ジャック・ビルト」（アレサ・フランクリン）
- 「パックストン・キグリーズ・ハド・ザ・コース」（チャド&ジェレミー）
- 「ハッシュ」（ディープ・パープル）
- 「ケンタッキー・ウーマン」（ディープ・パープル）
- 「ヘクター」（ザ・ヴィレッジ・コーラーズ）
- 「チュー・チュー・トレイン」（ボックス・トップス）
- 「サン・オブ・ア・ラヴィン・マン」（ブキャナン・ブラザーズ）
- 「グッド・シング」（ポール・リヴィア＆ザ・レイダーズ）
- 「ハングリー」（ポール・リヴィア＆ザ・レイダーズ）
- 「ドント・チェイス・ミー・アラウンド」（ロバート・コーフ）
- 「ミスター・サン、ミスター・ムーン」（ポール・リヴィア＆ザ・レイダーズ）
- 「タイム・フォー・リヴィン」（アソシエイション）
- 「サークル・ゲーム」（バフィー・セントメリー）
- 「ジェニー・テイク・ア・ライド」（ミッチ・ライダー＆ザ・デトロイト・ホイールズ）
- 「アイ・キャント・ターン・ユー・ルース」（ウェイン・コクラン&ザ・C.C.ライダーズ）
- 「ソウル・セレナーデ」（ウィリー・ミッチェル）
- 「ブリング・ア・リトル・ラヴィン」（ロス・ブラボーズ）
- 「ヘイ・リトル・ガール」（ディー・クラーク）
- 「トラヴェリング・サルヴェイション・ショウ」（ニール・ダイアモンド）
- 「夢のカリフォルニア」（ホセ・フェリシアーノ）
- 「ストレート・シューター」（サマンサ・ロビンソン）
- 「アウト・オブ・タイム」（ローリング・ストーンズ）
- 「朝日をもとめて」（ママス&パパス）
- 「暁の空中戦」（ザ・ロイヤル・ガーズメン）
- 「ユー・キープ・ミー・ハンギン・オン」（ヴァニラ・ファッジ）

## 製作

### 企画
2009年頃に俳優でスタントマンのある人物と映画の撮影を共にした際に今作のアイディアが浮かんだ。

### キャスティング
当初、タランティーノはクリフ・ブース役にトム・クルーズを候補にしていると報じられたが、最終的に発表されたのはブラッド・ピットであった。

## 公開

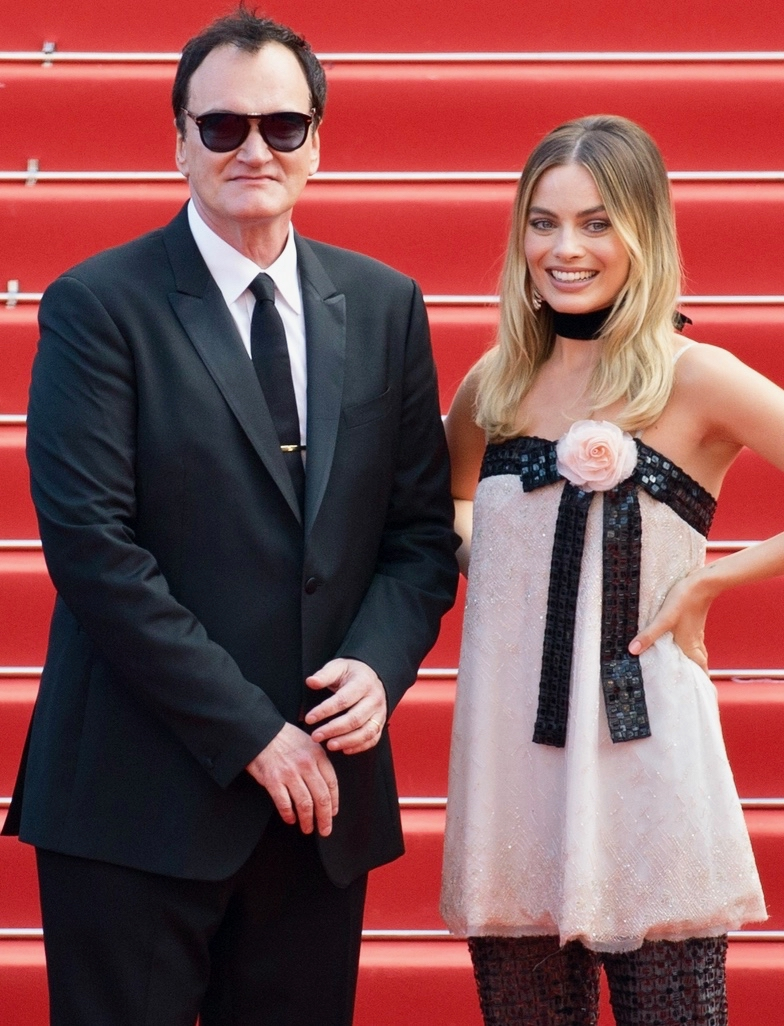
第72回カンヌ国際映画祭に登壇したクエンティン・タランティーノとマーゴット・ロビー

2019年5月21日、第72回カンヌ国際映画祭のコンペティション部門で上映された。アメリカ合衆国では同年7月26日に公開された。日本では同年8月30日に公開された。

## 評価

### 批評家の反応
本作は批評家から高い評価を得ている。映画批評家レビュー集積サイトRotten Tomatoesでは、2019年8月31日現在、486件のレビューがあり、批評家支持率は85％、平均点は10点満点で7.81点となっている。Metacriticには、61件のレビューがあり加重平均値は83/100となっている。
第72回カンヌ国際映画祭のコンペティション部門に出品され、観客から6分間のスタンディングオベーションを受けた 。主要各賞の受賞はならなかったが、作中でクリフの飼い犬・ブランディを演じたアメリカン・ピット・ブル・テリアのサユリにパルム・ドッグ賞が与えられている。

### 興行収入
本作は2019年7月26日に米国公開を迎え、28日までの3日間で興行収入4,035万ドルを記録した。タランティーノ監督作品としては『イングロリアス・バスターズ』（2009年）の3,805万ドルをしのぎ、歴代最高のオープニング興収スタートとなった。
日本では8月30日より全国320スクリーンで公開した。土日2日間で動員17万人、興収2億2600万円をあげ、6位となった。これは2016年に公開された前作『ヘイトフル・エイト』の興収比476.6％と大きく上回る成績である。10月2日までに累計興収1,105,600,500円、観客動員数792,386人となり、11億円を突破した。タランティーノ監督作品の日本での興行収入としては、『キル・ビル』に次ぐ2位となった。2019年10月31日までに累計興収11億5000万円を突破したことがわかった。

### 受賞
第77回ゴールデングローブ賞では、作品賞（ミュージカル・コメディ部門）、脚本賞、助演男優賞を獲得した。
第92回アカデミー賞では作品賞を含む10部門にノミネートされ、助演男優賞と美術賞を獲得した。助演男優賞のブラッド・ピットは自身初の演技部門でのオスカー獲得となった。
ナショナル・ボード・オブ・レビューやアメリカン・フィルム・インスティチュート、タイムは本作を2019年の映画ベスト10に選出した。

### ブルース・リーの描写に対する批判
本作でのブルース・リーが尊大かつ大言壮語する人物に描かれていることについて、娘のシャノン・リーが「非常に不愉快で、映画館で観客に笑われる父は、まるで過去にハリウッドで人種差別を受けた時の父を思わせる」と不快感を表明した。ブルースの友人であるカリーム・アブドゥル・ジャバーも、タランティーノの描写について「やや人種差別的だ」と指摘している。
これに対して監督のクエンティン・タランティーノは、「事実を歪曲したのではなく、ブルースには実際に尊大なところがあった」「『彼はモハメド・アリを倒せるなんて言ったことがない』と主張する人がいるが、ブルースは実際にそう言っている。彼の妻のリンダ・リーによる最初の伝記にもそう書いてある」と反論した。
それに対してブルースの別の伝記を執筆したマシュー・ポリーは、タランティーノの主張は誤りで、ブルースに関する発言はリンダの著書の中で彼女が引用したテレビ評論家の言葉に基づいていると指摘した。さらにポリーはブルースについて、「アリを倒せるかとジョン・サクソンに直接聞かれたとき、ブルースは『僕の手を見て。これは中国人の小さな手だ。対決したら彼は僕を殺してしまうだろう』」との言葉を引用している。
本作のスタント・コーディネーターのロバート・アロンゾ（Robert Alonzo）によれば、ブルースvsクリフのシーンは当初さらに長いもので、ブルースの敗北ももっと決定的に描かれていたという。アロンゾは「私自身アジア系アメリカ人として、ブルースは映画におけるアジア人の在るべき姿のシンボルだと思っている。だから、ブルースが負けるというアクションを作るのは難しかった。現場のみんな”どうします？”って。クリフを演じるブラッド・ピットだって、”ブルース・リーだよ？”って特に反対していた」と述べている。当初考えられていた展開では、2人が打ち合いを続けた後、クリフが「卑劣な技」を繰り出してブルースを倒す。この展開を危惧したアロンゾはタランティーノに、ブルースを弱者にしてしまうのでなく、クリフがブルースと対等に渡り合えるほどの実力の持ち主であると示すことさえできれば良いのではと提案。タランティーノも納得し、戦いの途中で止めを入れて明確な勝者を決めない結末に変更したという。
ブルースがクリフに負けるという展開について、タランティーノはあくまでもクリフが架空のキャラクターであるとし、「それってブルースとドラキュラはどっちが勝つ？っていうのと同じことだよ」と主張している。タランティーノはクリフが第二次世界大戦で大勢を殺した帰還兵であることを強調して、「もしもクリフがブルースと格闘トーナメントで戦ったらブルースに殺されていたかもしれない。でも、もしフィリピンのジャングルで肉弾戦になったらクリフがブルースを殺すかもしれない」と弁明した。この反論を受け、シャノンは「“ブルースはこうだったけど、これはフィクションだから気にしないで”というのはちょっと不誠実でしょう」と批判している。
社会学者のナンシー・ワン・ユエンは、「ブルースを笑いものにする描き方としか思えない。この映画では、彼を力強く感じさせるあらゆる要素が彼を笑いものにする要因となっている」とし、「ブルースのカンフーはジョークとなり、その哲学は骨抜きにされ、クリフはカンフーの際にブルースが発する声をからかう。そしてブルースを傲慢に描き、彼が詐欺師であるかのように感じさせている」と語っている。
マシュー・ポリーは「あらゆる映画製作者は歴史を好きなように描く権利がある」と話しつつ、「残念に思ったのは、タランティーノがスティーブ・マックイーンやシャロン・テート、ジェイ・セブリングなどにとても敬意を払い同情的であったにもかかわらず、ブルースの描き方はより嘲笑的だったことだ。そしてブルースがこの映画で唯一の白人でない歴史的人物であったことを考えれば、これは問題だったと思う」と述べている。
シャノンは本作におけるブルースの描写を、中国で公開される前に変更するよう中国映画管理局に訴えた。タランティーノが問題シーンの削除を拒否したため、最終的に中国で当初に予定されていた2019年10月25日の映画公開は取りやめられた。

## 出演者のモデル
英The Telegraph紙によると、リック・ダルトンのモデルがバート・レイノルズ、彼のスタントを務めていたハル・ニーダムがクリフ・ブースであると記されている。

## 続編
ブラッド・ピットが演じたクリフ・ブースを主役に据えた続編が企画されている。脚本はタランティーノ、監督はデイヴィッド・フィンチャーが務める。